# Anisoptera grossivenia
Espèce
Classification phylogénétique
Statut de conservation UICN

 LC  : Préoccupation mineure
 Anisoptera grossivenia est un grand arbre sempervirent de Bornéo, appartenant à la famille des Diptérocarpacées.

## Répartition
Forêts de diptérocarps des plaines alluviales de Bornéo.

## Préservation
Menacé par la déforestation.